# 나카노정 (도쿄부)
나카노정(中野町)은 도쿄부 도요타마군에 일찍이 존재했던 정이다. 현재의 나카노구에 해당한다.

## 지리
현재 지명으로 주오, 나카노, 히가시나카노, 혼마치, 난다이, 야요이초 및 가미타카다, 아라이의 일부에 해당한다.

## 역사
- 1889년 5월 1일 - 정촌제 시행에 수반해 히가시타마군 나카노촌이 성립하였다.
- 1896년 4월 1일 - 히가시타마군과 합병해 도요타마군이 되었다.
- 1897년 2월 1일 - 정으로 승격해 나카노정이 되었다.
- 1932년 10월 1일 - 도쿄시에 편입되어 소멸, 노가타정과 함께 나카노구의 일부가 되었다.
  - 나카노구가 성립후, 초대 나카노구청이 되어 1936년에 현재의 나카노우체국 자리로 신청사 준공으로 이전할 때까지 사용되었다. 현 청사는 전후 1968년에 나카노역 북쪽 출구 역 앞으로 이전・준공한 것이다.

## 인구
- 1920년 21,875
- 1925년 60,962
- 1930년 87,263

## 교통

### 철도
- 고부철도→국철
  - 주오 본선
- 세이부 궤도→무사시노 수전→ 제국전등→세이부 철도
  - 신주쿠 궤도선 (후의 도덴전철 14계통 스기나미선)

## 관련서적
- 東京市臨時市域擴張部 『豊多摩郡中野町現状調査』 1931年
- 中野町教育会 『中野町誌』 1933年